# Кайо Хироюки
Кайо Хироюки (яп. 魁皇 博之 Кайо: Хироюки, род. 24 июля 1972 года, префектура Фукуока, Япония) — японский профессиональный борец сумо в ранге одзэки. Настоящее имя — Хироюки Кога. В отставке, возглавляет школу сумо Асакаяма.

## Краткое описание карьеры
Дебютировал в 1988 году под именем Кога вместе с будущими ёкодзунами Таканохана, Ваканохана и Акэбоно. Прогрессировал медленнее, чем они, и не достиг таких высот, однако, как борец, оказался заметно долговечнее. К концу 2003 года все три упомянутых борца вышли в отставку, однако Кайо оставался действующим одзэки ещё более 7 лет. За свою карьеру он 5 раз выигрывал Императорский кубок, но так и не стал ёкодзуной, что представляет собой уникальный случай. Кайо весьма уважаем в мире сумо, особой популярностью он пользовался на осеннем турнире в родной Фукуоке.
Его карьера борца длилась более 23 лет. Борец продолжал её, несмотря на груз старых травм. Неоднократно заявлял, что уйдёт в отставку с потерей титула одзэки, однако ему вполне успешно удавалось год за годом удерживать этот титул. Так, в июле 2010 года в поединке с Котоосю он получил серьезную травму плеча, что поставило участие его в сентябрьском Аки басё, а с ним и продолжение карьеры, под сомнение. Однако в сентябре он защитил звание, хотя и с минимальным результатом 8-7, а в ноябре показал блестящий результат 12-3.
В отставке с июля 2011 года, продолжил карьеру как младший ояката Асакаяма в Томодзуна-бэя. 22 октября 2013 объявил, что в начале 2014 года откроет собственную школу сумо Асакаяма-бэя.. В январе 2014 года совет директоров Ассоциации сумо официально выдал Кайо соответствующее разрешение. По состоянию на сентябрь 2016 года сильнейший борец школы Кайсэйо Асаки занимает 18-ю позицию в третьем дивизионе макусита.
В конце 2014 года на железнодорожном вокзале Ногаты был открыт памятник Кайо, сооружённый на собранные поклонниками борца средства.

## Достижения борца
По состоянию на конец карьеры, борцу принадлежали следующие достижения за карьеру:
- 107 турниров в высшем дивизионе (макуути)
- 65 турниров в ранге одзэки (делит рекорд с Тиётайкай)
- 879 побед в высшем дивизионе (рекорд побит Хакухо в мае 2016 года)
- 1047 побед за карьеру (рекорд побит Хакухо в июле 2017 года; предыдущим рекордсменом был Тиёнофудзи — 1045 побед; Кайо побил его рекорд в июле 2011 года, всего за несколько дней до отставки)
- 1444 схваток в высшем дивизионе (рекорд побит Кёкутэнхо в мае 2015 года)

Кроме того, Кайо находится в верхней десятке по ряду и иных карьерных показателей.

## Стиль борьбы
Предпочитал силовую борьбу с захватами, теснением и бросками. Был известен своим броском с захватом руки соперника (котэнаге), который иногда проводил травмоопасно.

## Результаты с дебюта в макуути
| Год в сумо | Январь Хацу басё, Токио       | Март Хару басё, Осака          | Май Нацу басё, Токио       | Июль Нагоя басё, Нагоя           | Сентябрь Аки басё, Токио   | Ноябрь Кюсю басё, Фукуока   |
| --- | ----------------------------- | ------------------------------ | -------------------------- | -------------------------------- | -------------------------- | --------------------------- |
| 1993 | x                             | x                              | Маэгасира #15 запада 4–11  | (Дзюрё)                          | (Дзюрё)                    | Маэгасира #15 запада 10–5   |
| 1994 | Маэгасира #6 запада 8–7       | Маэгасира #1 запада 9–6 В★     | Комусуби #1 востока 8–7    | Комусуби #1 востока 5–10         | Маэгасира #2 востока 9–6   | Комусуби #1 востока 8–7     |
| 1995 | Сэкивакэ #1 востока 8–7 В     | Сэкивакэ #1 востока 8–7        | Сэкивакэ #1 запада 9–6     | Сэкивакэ #1 востока 9–6          | Сэкивакэ #1 запада 11–4 В  | Сэкивакэ #1 востока 9–6 Д   |
| 1996 | Сэкивакэ #1 востока 10–5 В    | Сэкивакэ #1 востока 9–6        | Сэкивакэ #1 запада 11–4 В  | Сэкивакэ #1 востока 10–5 В       | Сэкивакэ #1 востока 9–6    | Сэкивакэ #1 запада 11–4–P Д |
| 1997 | Сэкивакэ #1 востока 6–9       | Маэгасира #1 востока 12–3–P В★ | Сэкивакэ #1 востока 7–5–3  | Пропустил из-за травмы 0–0–15    | Комусуби #1 запада 3–8–4   | Маэгасира #3 запада 8–7     |
| 1998 | Комусуби #1 востока 8–7       | Комусуби запада 8–7 В          | Сэкивакэ #1 запада 7–8     | Комусуби #1 запада 7–8           | Маэгасира #1 востока 7–8 ★ | Маэгасира #1 запада 8–7 ★   |
| 1999 | Маэгасира #1 востока 9–6      | Комусуби #2 запада 10–5        | Сэкивакэ #1 запада 12–3 Д  | Сэкивакэ #1 востока 8–7          | Сэкивакэ #1 востока 9–6    | Сэкивакэ #1 востока 11–4 Д  |
| 2000 | Сэкивакэ #1 востока 7–8       | Комусуби запада 8–7            | Комусуби #1 запада 14–1 ВД | Сэкивакэ #1 востока 11–4 В       | Одзэки #2 востока 11–4     | Одзэки #1 востока 11–4      |
| 2001 | Одзэки #1 востока 10–5        | Одзэки #1 востока 13–2         | Одзэки #1 востока 4–5–6    | Одзэки #3 востока 13–2           | Одзэки #1 востока 0–4–11   | Одзэки #2 востока 10–5      |
| 2002 | Одзэки #1 востока 9–6         | Одзэки #2 запада 12–3          | Одзэки #1 востока 11–4     | Одзэки #1 востока 0–4–11         | Одзэки #2 востока 12–3     | Одзэки #1 востока 2–2–11    |
| 2003 | Пропустил из-за травмы 0–0–15 | Одзэки #2 запада 10–5          | Одзэки #1 запада 11–4      | Одзэки #1 востока 12–3           | Одзэки #1 востока 7–8      | Одзэки #2 востока 10–5      |
| 2004 | Одзэки #2 востока 10–5        | Одзэки #1 запада 13–2          | Одзэки #1 запада 10–5      | Одзэки #1 востока 11–4           | Одзэки #1 востока 13–2     | Одзэки #1 востока 12–3      |
| 2005 | Одзэки #1 востока 4–6–5       | Одзэки #1 запада 10–5          | Одзэки #1 востока 5–1–9    | Одзэки #2 запада 10–5            | Одзэки #1 востока 0–4–11   | Одзэки #2 запада 10–5       |
| 2006 | Одзэки #1 запада 3–6–6        | Одзэки #2 запада 8–7           | Одзэки #2 запада 9–6       | Одзэки #2 востока 9–6            | Одзэки #2 востока 1–6–8    | Одзэки #3 запада 10–5       |
| 2007 | Одзэки #2 востока 8–7         | Одзэки #2 запада 8–7           | Одзэки #2 востока 10–5     | Одзэки #1 востока 8–5–2          | Одзэки #2 востока 1–5–9    | Одзэки #2 запада 9–6        |
| 2008 | Одзэки #2 востока 8–7         | Одзэки #2 востока 8–7          | Одзэки #1 запада 8–7       | Одзэки #2 востока 9–6            | Одзэки #2 востока 9–6      | Одзэки #1 запада 1–3–11     |
| 2009 | Одзэки #2 запада 8–7          | Одзэки #2 востока 8–7          | Одзэки #2 востока 8–7      | Одзэки #2 востока 8–7            | Одзэки #2 запада 8–7       | Одзэки #2 запада 8–7        |
| 2010 | Одзэки #2 запада 9–6          | Одзэки #2 востока 8–7          | Одзэки #2 запада 9–6       | Одзэки #3 запада 6–5–4           | Одзэки #2 запада 8–7       | Одзэки #2 запада 12–3       |
| 2011 | Одзэки #1 востока 9–6         | Отмена басё 0–0–15             | Одзэки #1 запада 9–6       | Одзэки #2 востока Отставка 3–8–0 | x                          | x                           |
| Результат приведен как победил-проиграл-снялся Победа Малый кубок Отставка Не выступал в макуути Специальные призы: Д=За боевой дух (Канто-сё); В=За выдающееся выступление (Сюкун-сё); Т=За техническое совершество (Гино-сё) Ещё показаны: ★=Кимбоси; P=Участие в дополнительном финале Лиги: Макуути — Дзюрё — Макусита — Сандаммэ — Дзёнидан — Дзёнокути Ранги макуути: Ёкодзуна — Одзэки — Сэкивакэ — Комусуби — Маэгасира |                               |                                |                            |                                  |                            |                             |